# 9549 Akplatonov
9549 Akplatonov este un asteroid din centura principală, descoperit pe 19 septembrie 1985, de Nikolai Cernîh și Liudmila Cernîh.